# Gaspar Feliu Monfort
Gaspar Feliu Monfort (Mollerussa, 1942) és un historiador català, especialitzat en Història Econòmica i en l'Alta Edat mitjana. Llicenciat el 1967 en Filosofia i lletres a la Universitat de Barcelona, el 1972 es va doctorar a la mateixa universitat, on esdevingué catedràtic d'Història Econòmica a la Facultat d'Econòmiques.
Començà interessant-se per la història contemporània però després s'inclinà per l'Alta Edat mitjana. Com a temes específics d'història econòmica s'ha especialitzat en el comerç, la moneda i la banca, preus i salaris i impostos, referents a l'Edat mitjana i l'Edat moderna. Ha escrit diversos llibres com Introducció a la història econòmica mundial, Llarga nit feudal o Història econòmica de Catalunya, entre d'altres, i és l'única persona a qui se li ha concedit en dues ocasions el Premi Nicolau d'Olwer de l'Institut d'Estudis Catalans (anys 1969 i 1980).